# Rhaphigaster nebulosa
Espèce
Rhaphigaster nebulosa, la punaise nébuleuse, est une espèce d'insectes hétéroptères (punaises), de la famille de Pentatomidae, de la sous-famille des Pentatominae et de la tribu des Pentatomini. Elle a plusieurs noms vernaculaires en français.  C'est la seule espèce du genre Rhaphigaster. Elle est très commune en Europe et particulièrement en région méditerranéenne.

## Description

### Adulte
Longueur de 14 à 16 millimètres.
Ses nombreuses taches brunes caractéristiques sur la membrane des ailes lui ont valu son qualificatif de "nébuleuse". Le nom du genre "Raphigaster" venant du grec raphis, aiguille et gaster, ventre en raison de l'aiguille qu'ont sur le ventre les espèces de ce genre.
La punaise nébuleuse, Rhaphigaster nebulosa, est facilement reconnaissable à ses antennes annelées de blanc à la base des articles III, IV et V, et à sa forte épine ventrale dirigée vers la tête.

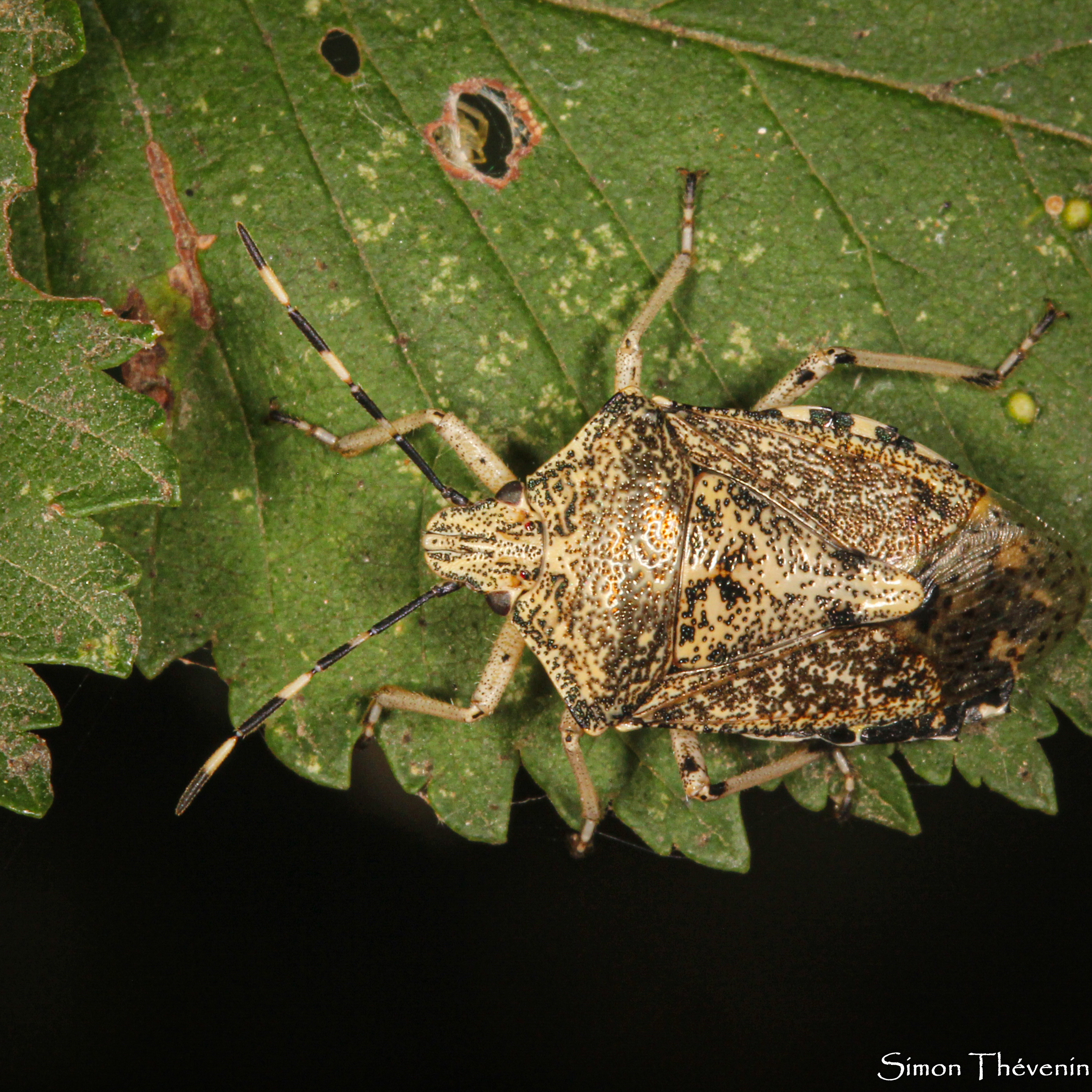
Autre coloration.
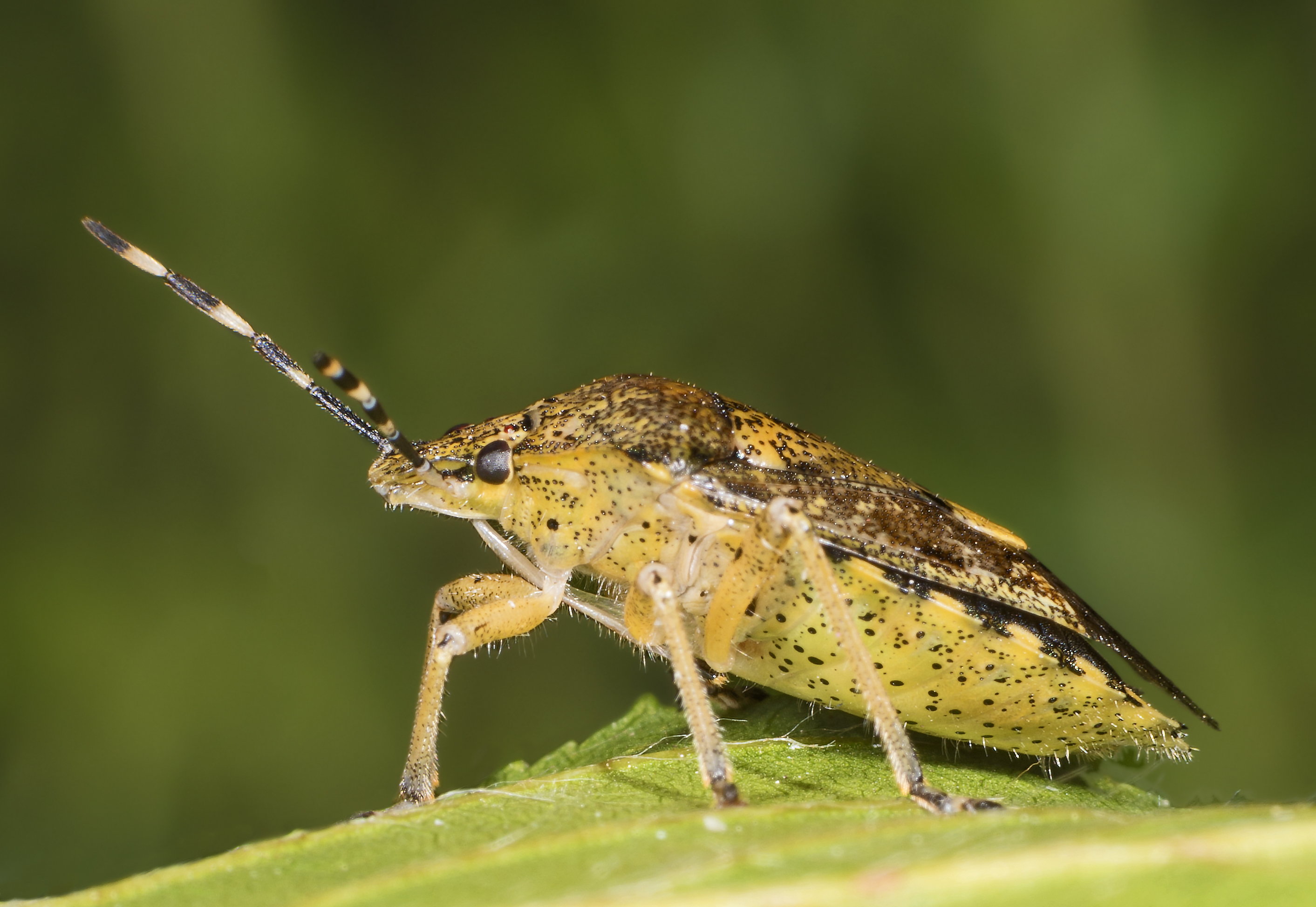
Profil montrant le rostre et l'épine abdominale
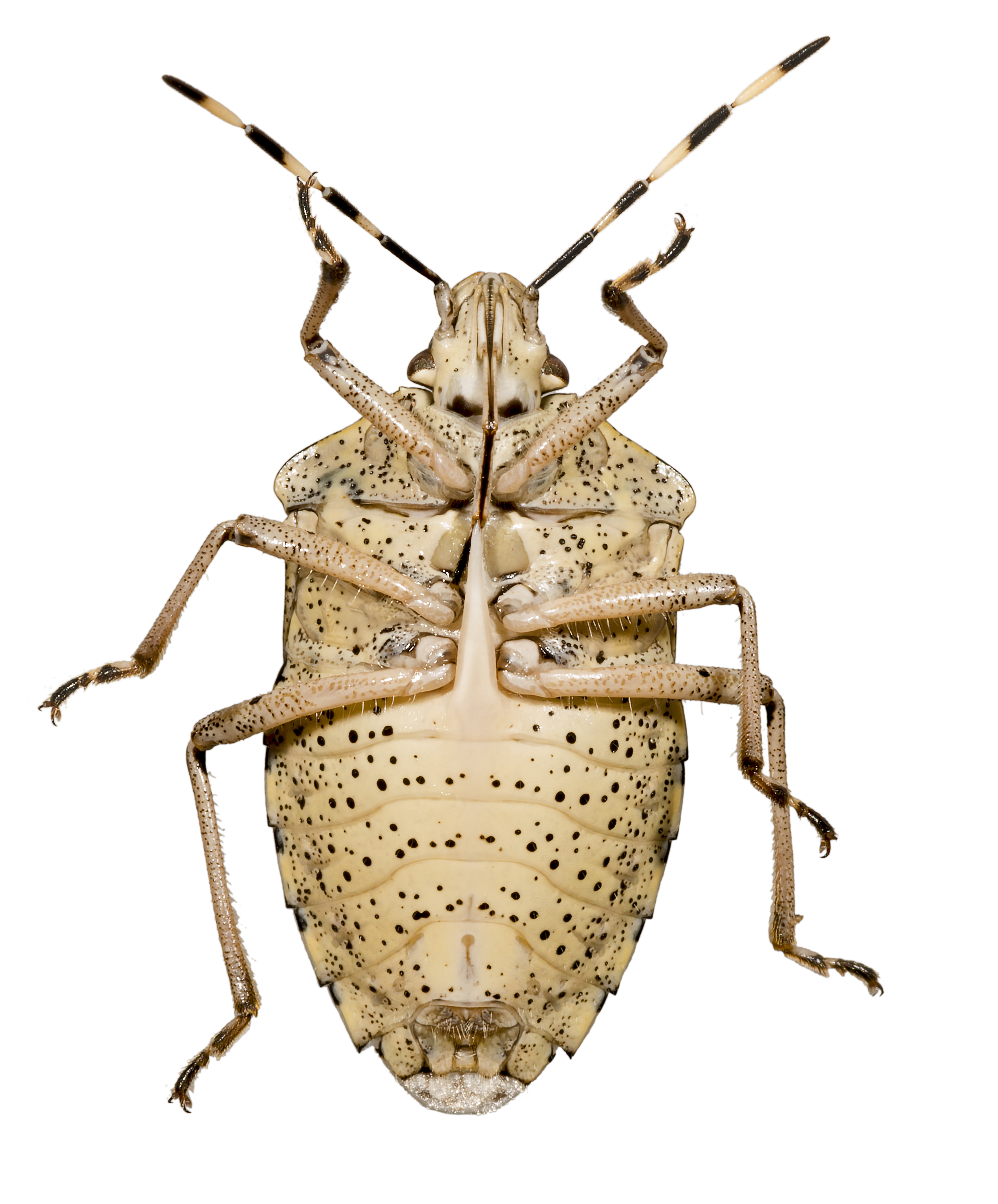
Face ventrale
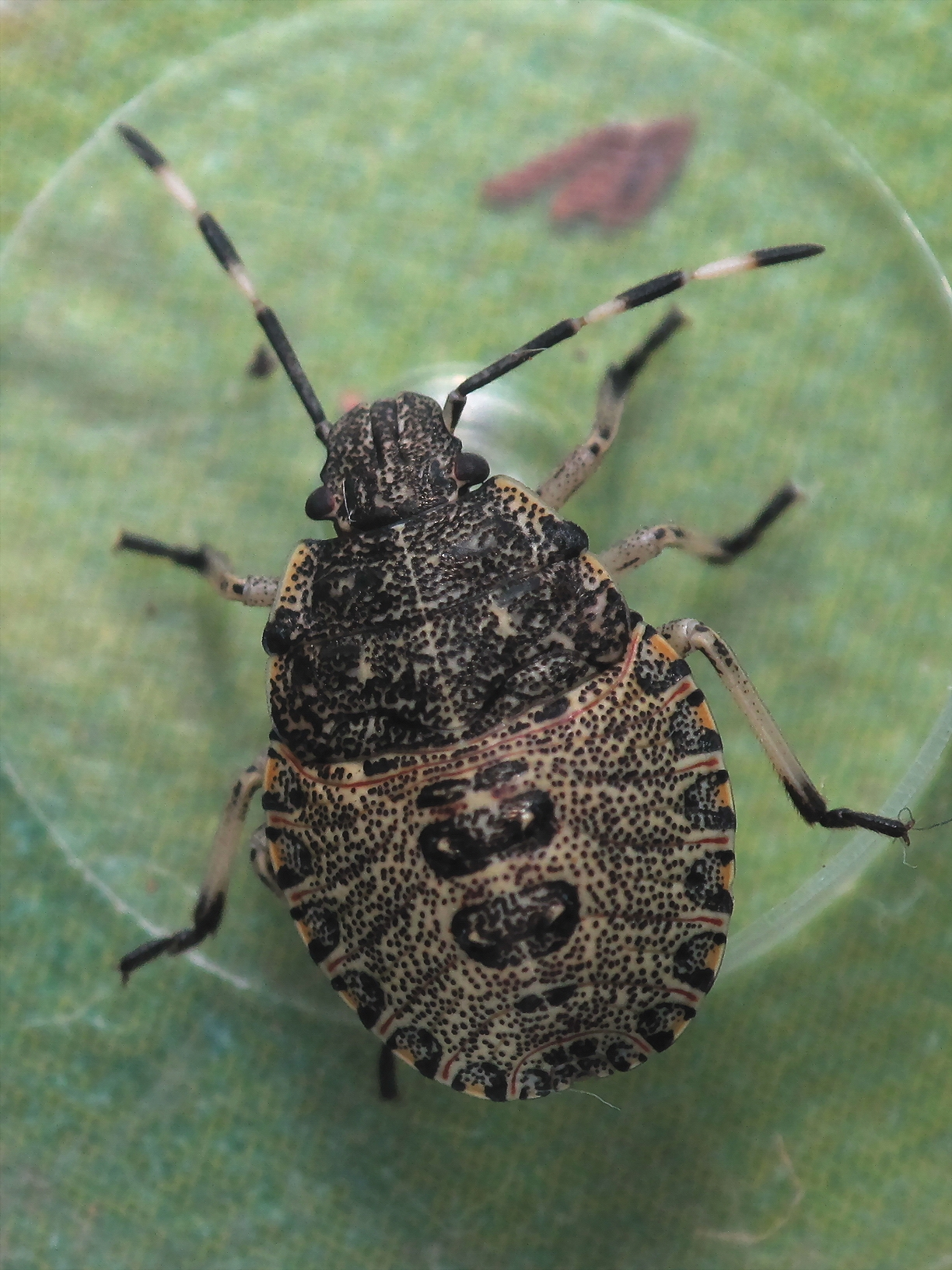
Larve
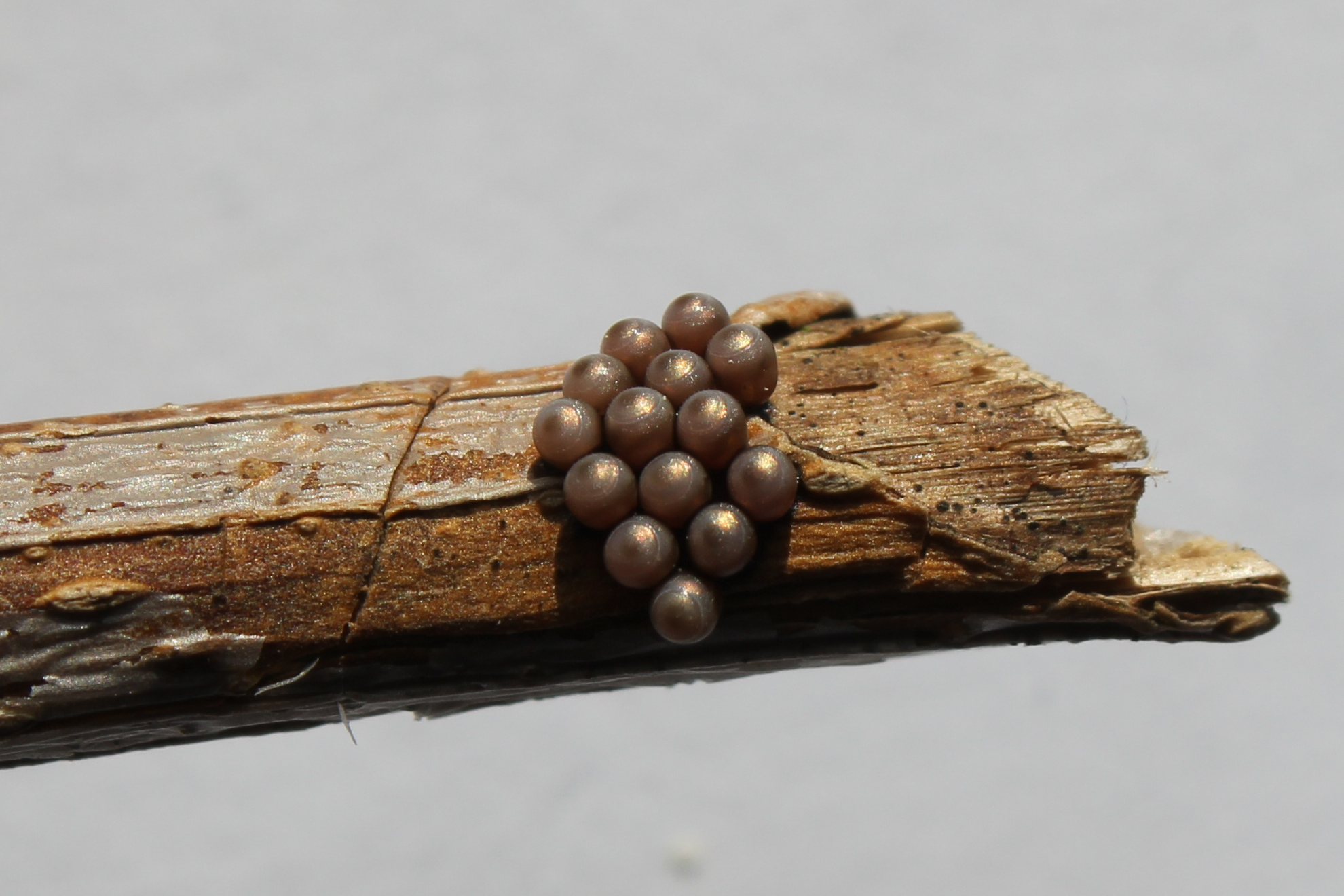
Œufs

## Risques de confusion
Elle peut être confondue avec la punaise diabolique (aussi nommée punaise marbrée, dont le nom scientifique est Halyomorpha halys (Stål, 1855), espèce originaire d'Asie, introduite aux Etats-Unis et récemment (début des années 2000 introduite en Europe (découverte en France en Alsace en été 2012), potentiellement destructrice de denrées agricoles importantes . Cette dernière ne porte pas d'aiguille abdominale, les taches blanches qui cernent la partie dorsale de l'abdomen sont plutôt triangulaires et les taches sur les antennes sont groupées en deux zones blanches au lieu de trois.

## Répartition et habitat
Répartition
Écozone paléarctique d'Europe et d'Asie, plus commune dans les régions sud que dans le nord.
Habitat
Haies, parcs et jardins, murs ensoleillés.

## Biologie
Cette punaise est phytophage et se nourrit de sève d'arbres à feuilles caduques. Elle consomme également parfois des insectes morts. Comme toutes les punaises phytophages, les femelles pondent, en une seule génération par an, environ 40 œufs vers la fin du printemps.
Pour se défendre d'éventuels ennemis, les punaises nébuleuses adultes possèdent des glandes odoriférantes sur la face inférieure du corps.
L'hiver, elles survivent cachées dans divers abris : des remises et greniers, des fissures de mur, des lierres, sous des écorces.

## Comportement
Lorsqu'elle est dérangée dans son habitat, la punaise nébuleuse libère une sécrétion de couleur blanc cassé qui peut être nocive en cas d'ingestion. Les produits chimiques contenus dans cette sécrétion permettent aux œufs de continuer à grossir dans n'importe quel environnement, même très acide ou très basique.

## Systématique
L'espèce a été décrite par l'entomologiste Nicolaus Poda von Neuhaus en 1761.

### Noms vernaculaires
- punaise à bouclier
- punaise des fruits (nom partagé avec d'autres punaises)
- punaise grise
- punaise nébuleuse